# Bulbophyllum chaetostroma
Bulbophyllum chaetostroma är en orkidéart som beskrevs av Rudolf Schlechter. Bulbophyllum chaetostroma ingår i släktet Bulbophyllum och familjen orkidéer. Inga underarter finns listade i Catalogue of Life.